# 5387 Casleo
Az 5387 Casleo (ideiglenes jelöléssel 1980 NB) a Naprendszer kisbolygóövében található aszteroida. Cerro El Roble fedezte fel 1980. július 11-én.